# NGC 1320
NGC 1320 је спирална галаксија у сазвежђу Еридан која се налази на NGC листи објеката дубоког неба.
Деклинација објекта је - 3° 2' 33" а ректасцензија 3h 24m 48,6s. Привидна величина (магнитуда) објекта NGC 1320 износи 12,5 а фотографска магнитуда 13,4. Налази се на удаљености од 37,7000 милиона парсека од Сунца. NGC 1320 је још познат и под ознакама MCG -1-9-36, MK 607, KUG 0322-032, IRAS 03222-0313, PGC 12756.